# Útica (Colômbia)
Útica é um município da Colômbia, localizado na província Gualivá, departamento de Cundinamarca.